# Jean-Baptiste Brutel de la Rivière
Jean-Baptiste Brutel de la Rivière (17 de agosto de 1669 - 14 de agosto de 1742) fue un ministro protestante francés, exiliado en los Países Bajos, y hombre de letras.

## Vida
Brutel de la Rivière nació en Montpellier el 17 de agosto de 1669, en el seno de una familia noble del Languedoc. Era hijo de Gédéon Brutel de la Rivière.   Estudió primero en Zurich y después de la revocación del Edicto de Nantes pasó a Rotterdam, Utrecht y Leiden. Se convirtió en pastor de la iglesia valona de Veere en 1695, trasladándose a Rotterdam en 1702. 
Murió el 14 de agosto de 1742, en la ciudad de Ámsterdam.

## Obras
Junto a Moisés Solanus tradujo al francés la Conexión histórica del Antiguo y Nuevo Testamento de Humphrey Prideaux,  así como también Histoire des Juifs et des peuples voisins, depuis la décadence des royaumes d'Israël & de Juda jusqu'à la mort de Jesucristo (1722).  Fue elegido por Jacques Basnage para completar la edición de Henri Basnage de Beauval del Dictionnaire universel de Antoine Furetière, publicado en 1727.  También publicó Sermons sur divers textes de l'Ecriture Sainte (1746).